# Thomas Lambert
Pour les articles homonymes, voir Lambert et Thomas Lambert (homonymie).
Thomas Lambert, né le 31 mai 1984 à Saint-Gall, est un skieur acrobatique suisse spécialiste du saut acrobatique. 

## Carrière
Il fait ses premières apparitions dans des compétitions de la FIS dès 1999. Il réalise ensuite ses débuts en Coupe du monde durant la saison 2002-2003 puis en 2006, il se qualifie pour ses premiers Jeux olympiques à Turin y prenant la 14e place. En 2009, il prend la troisième place de la manche de Mont-Gabriel mais obtient peu de résultats jusqu'en 2012 où il remporte son premier concours de Coupe du monde devant son compatriote Renato Ulrich à Lake Placid.

## Palmarès

### Jeux olympiques
| Édition/Discipline  | saut |
| JO 2006 à Turin     | 14e  |
| JO 2010 à Vancouver | 12e  |
| JO 2014 à Sotchi    | 14e  |

### Championnats du monde
| Édition/Discipline                   | saut |
| Mondiaux 2005 à Ruka                 | 8e   |
| Mondiaux 2007 à Madonna di Campiglio | 26e  |
| Mondiaux 2009 à Inawashiro           | 23e  |
| Mondiaux 2011 à Deer Valley          | 22e  |
| Mondiaux 2013 à Voss-Myrkdalen       | 18e  |

### Coupe du monde
- Meilleur classement général : 12e en 2012.
- Meilleur classement en saut : 3e en 2012.
- 3 podiums dont 1 victoire.

#### Détails des victoires
| Édition / Épreuve | Saut        |
| 2012              | Lake Placid |